# 訃報 2022年11月
訃報 2022年11月（ふほう 2022ねん11がつ）では、2022年11月に物故した、または物故が報じられた人物についてまとめる。

## 1日 - 15日

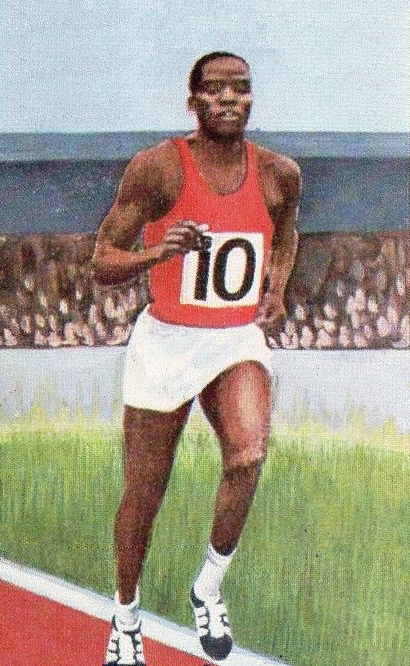
ウィルソン・キプルグト／11月1日没

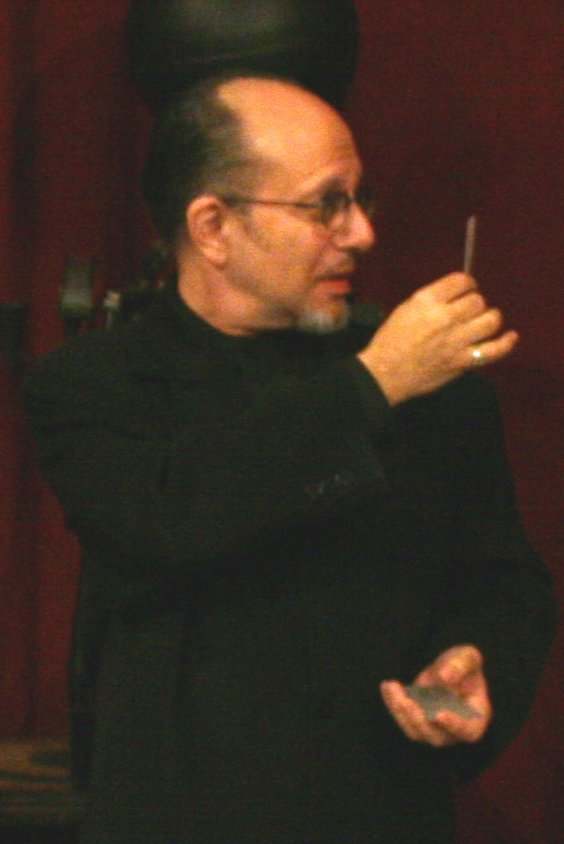
マックス・メイビン／11月1日没

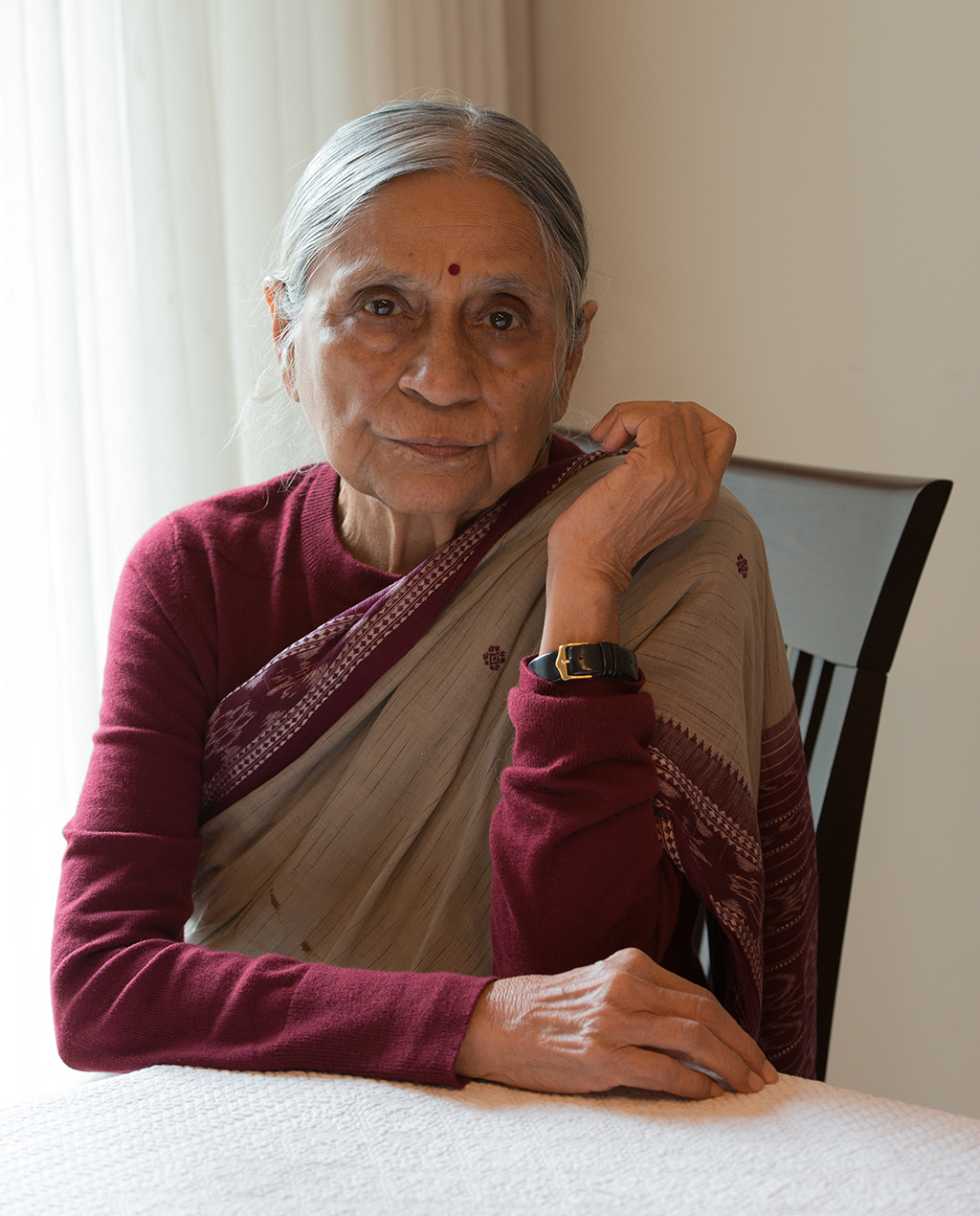
エラ・バット／11月2日没

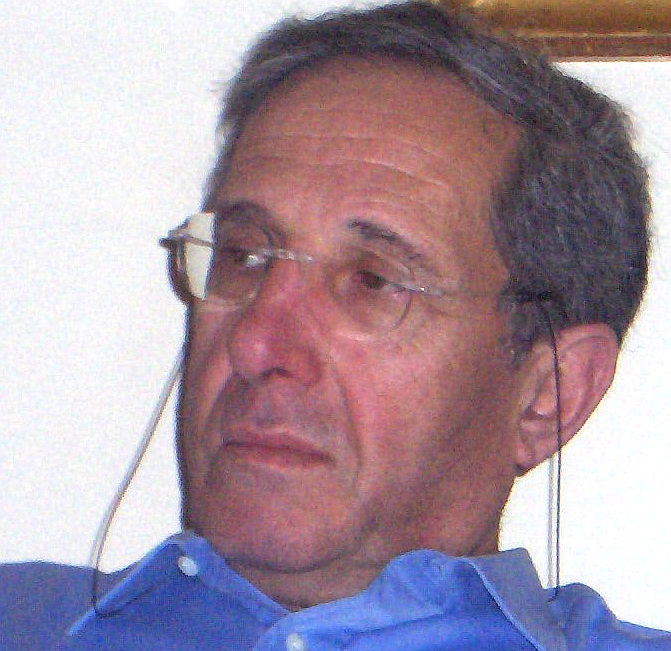
マウロ・フォルギエリ／11月2日没

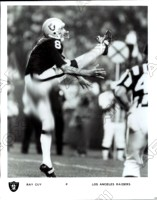
レイ・ガイ／11月3日没

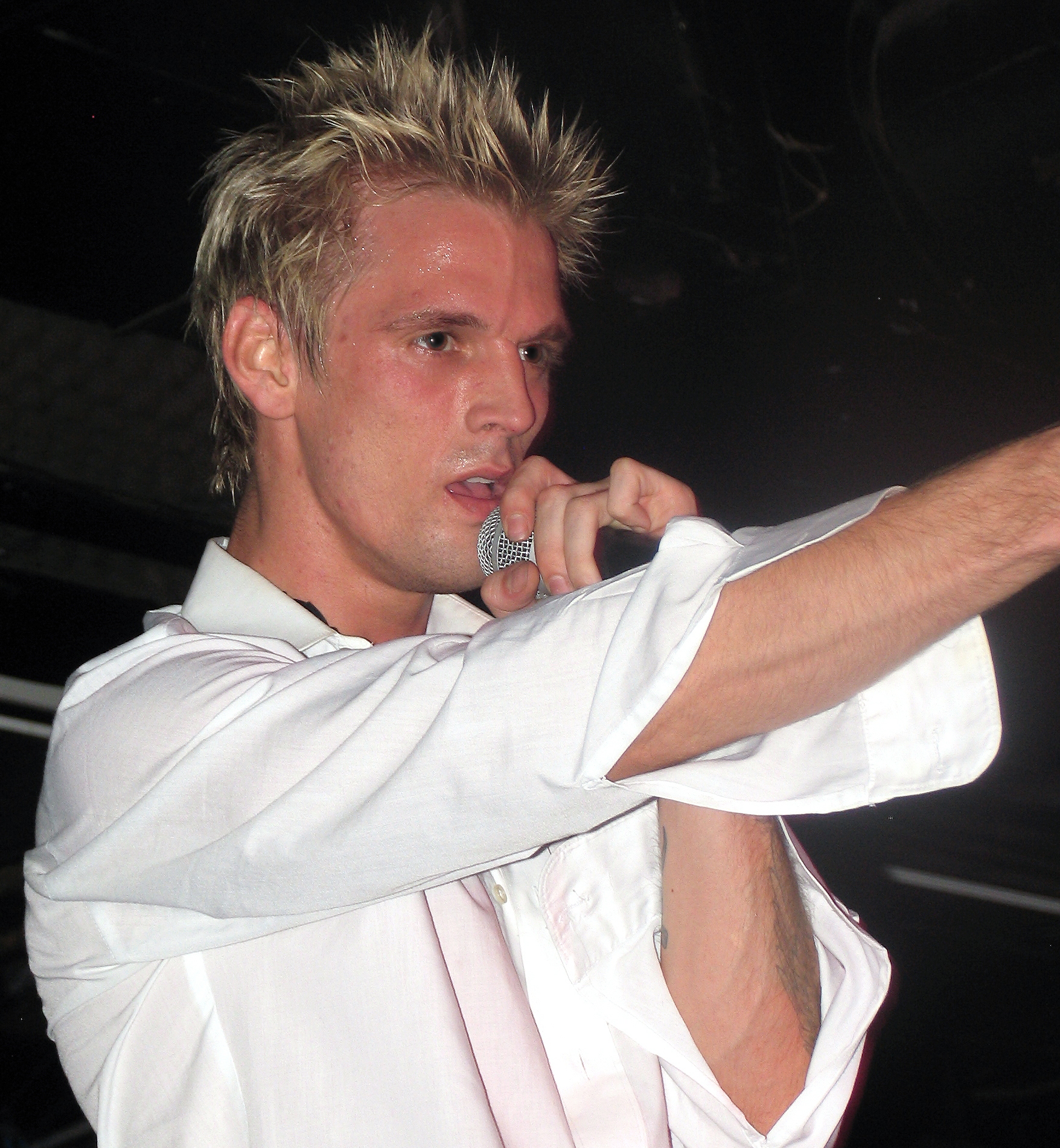
アーロン・カーター／11月5日没

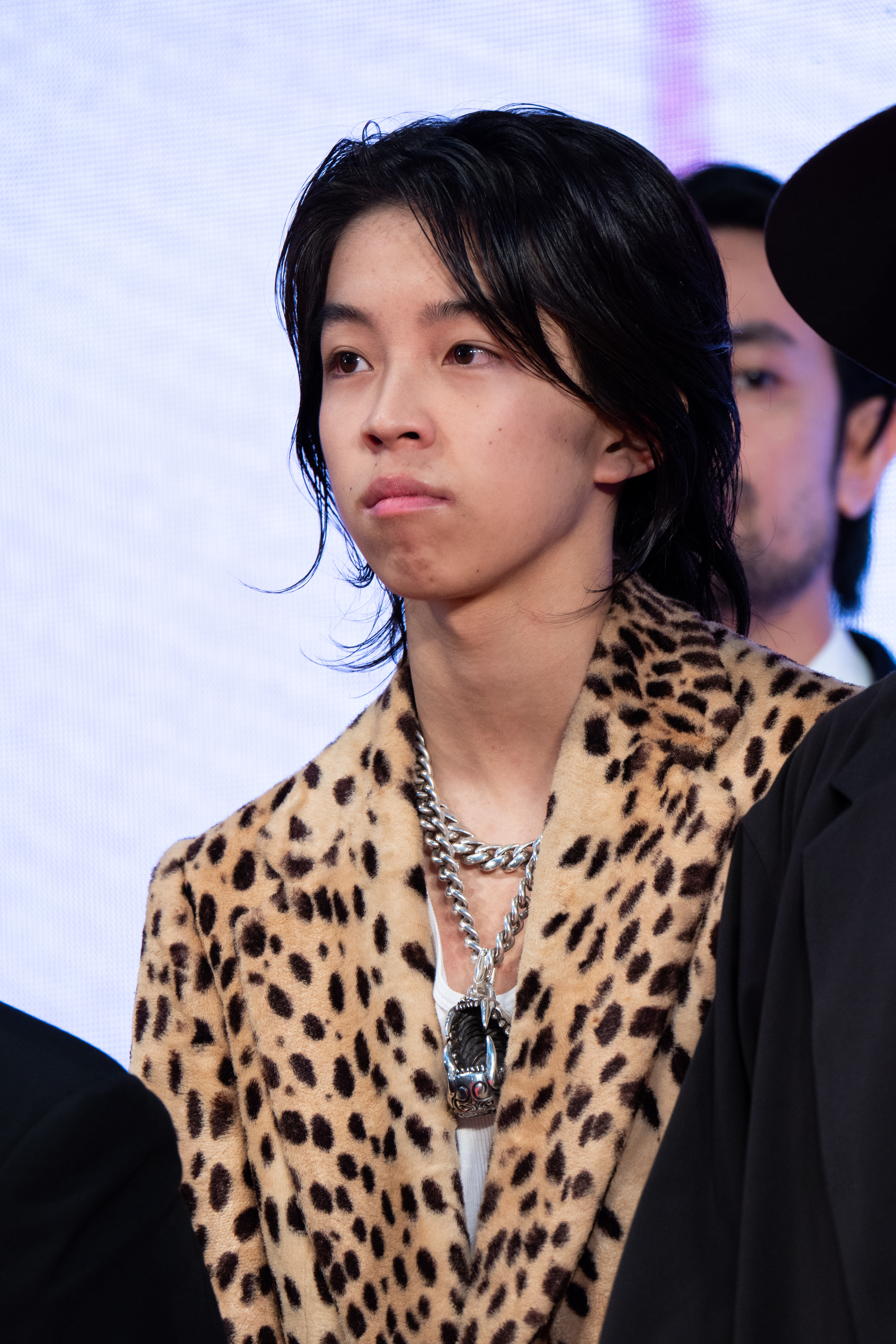
YOSHI／11月5日没

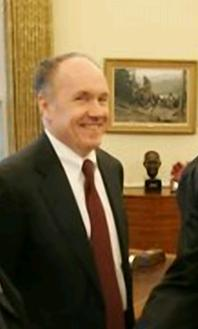
エドワード・プレスコット／11月6日没

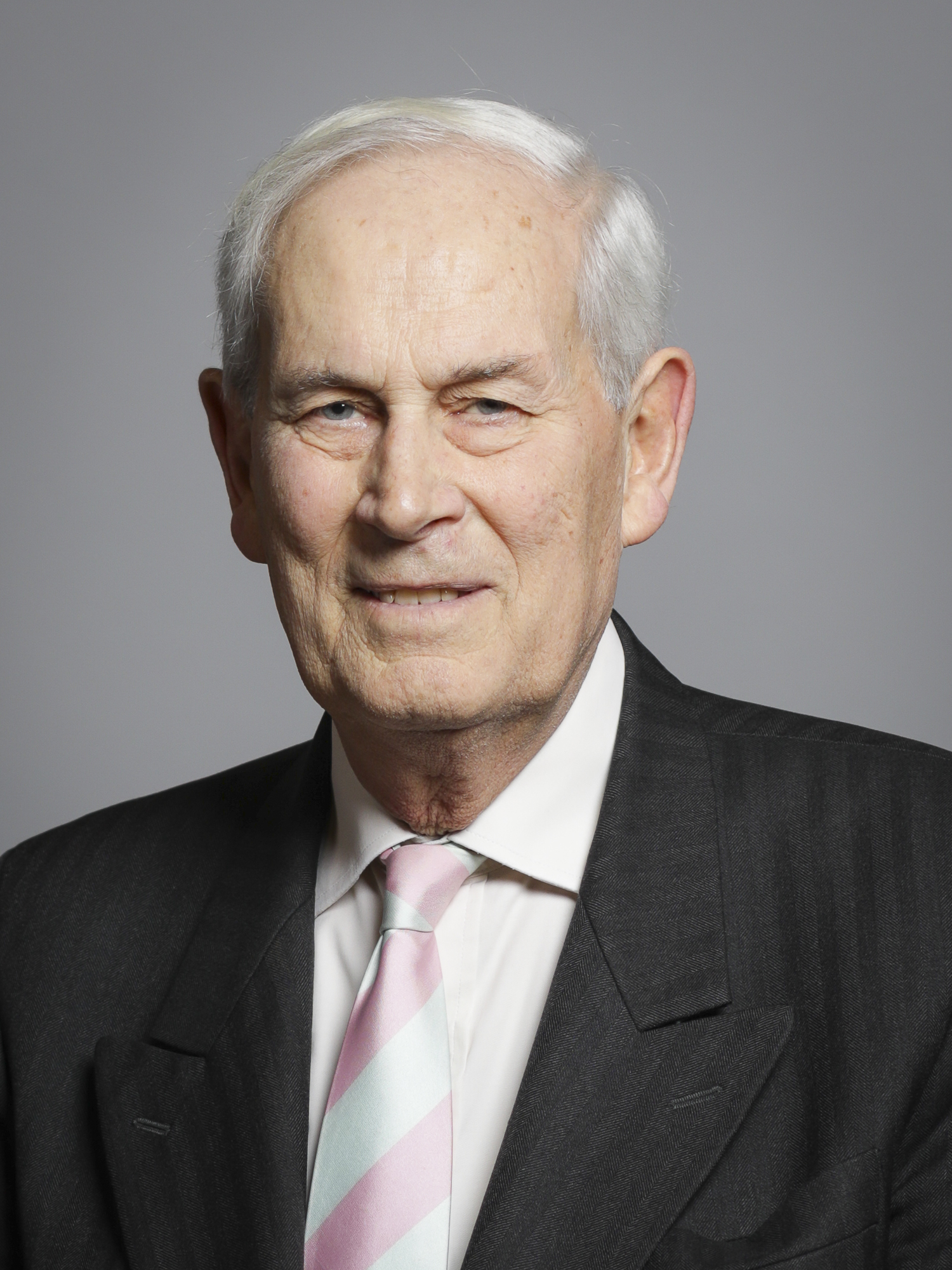
マイケル・ボイス／11月6日没

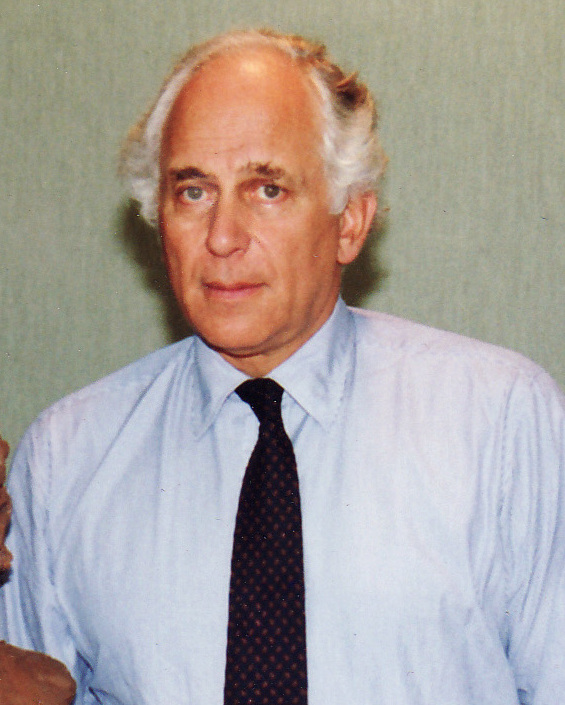
エヴェリン・ロバート・ド・ロスチャイルド／11月6日没

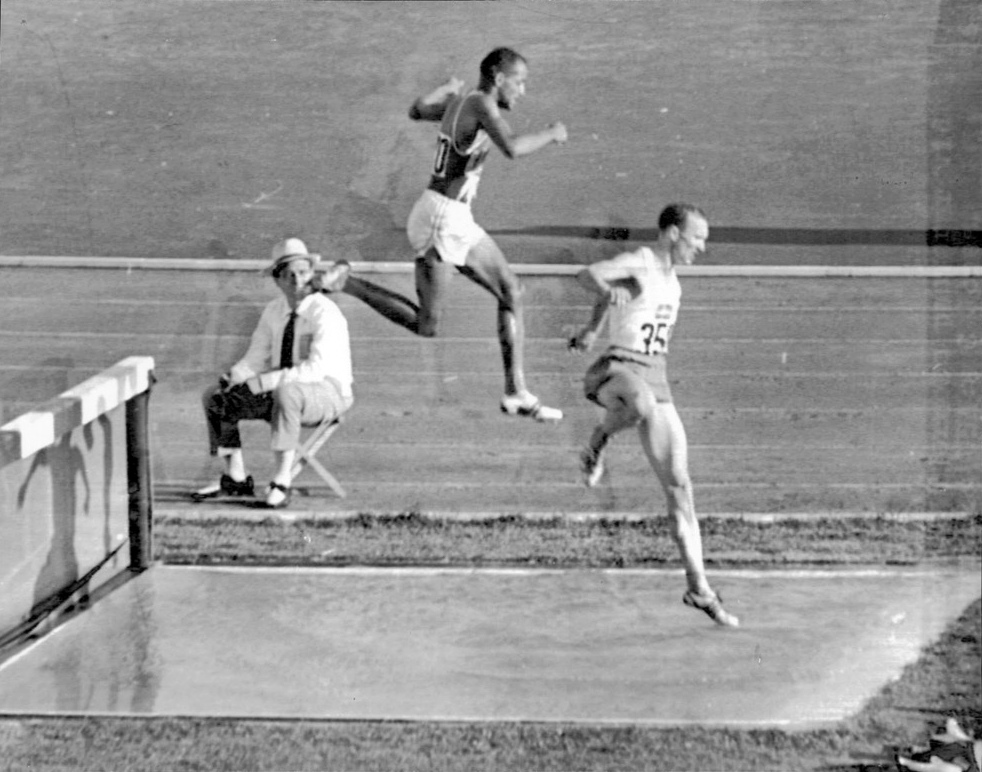
ジョージ・ヤング（中央）／11月8日没

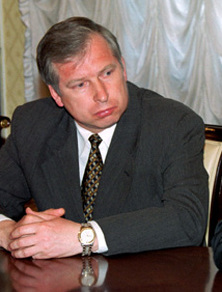
ヴィクトル・チェルケソフ／11月8日没

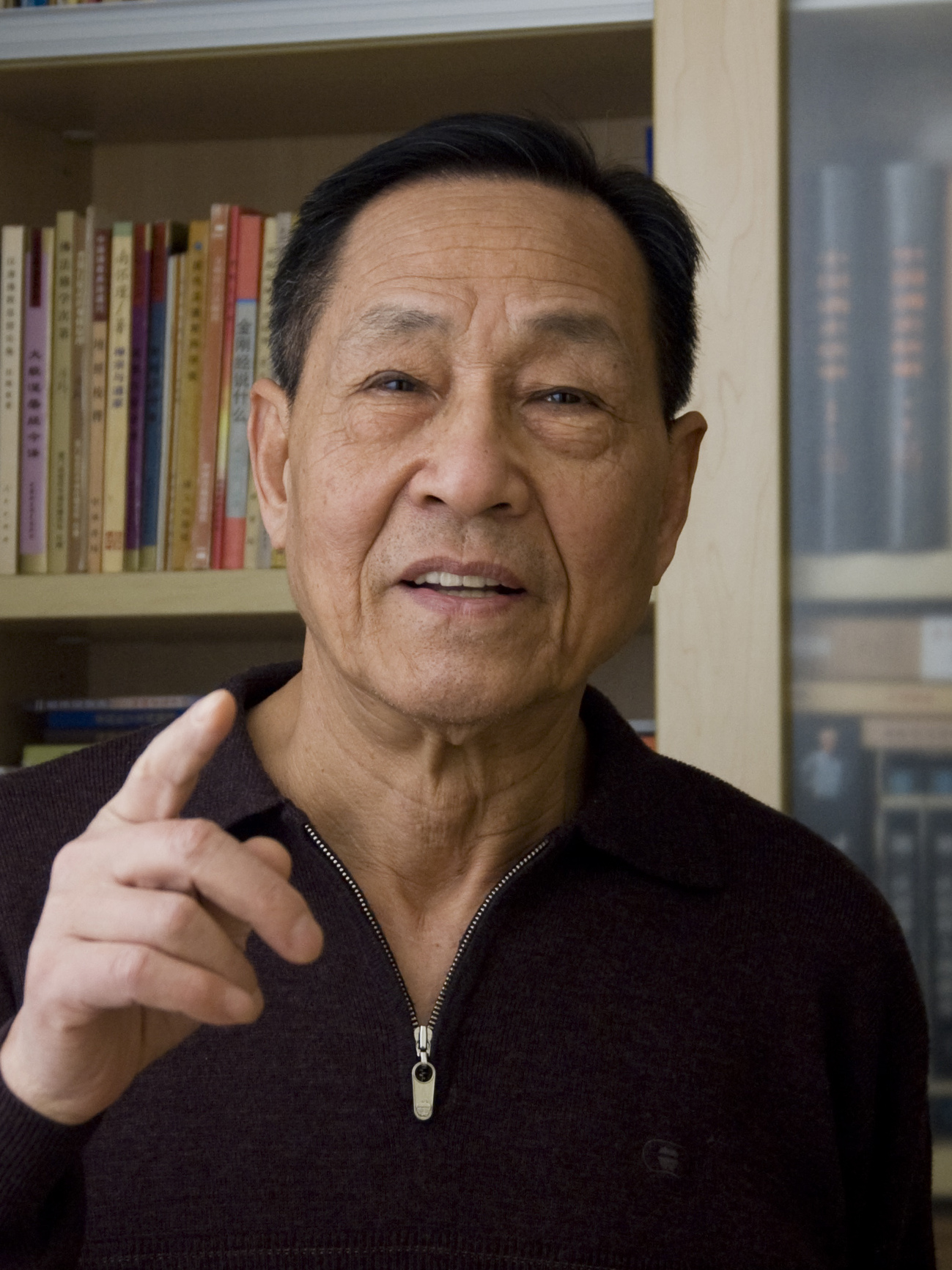
鮑彤／11月9日没

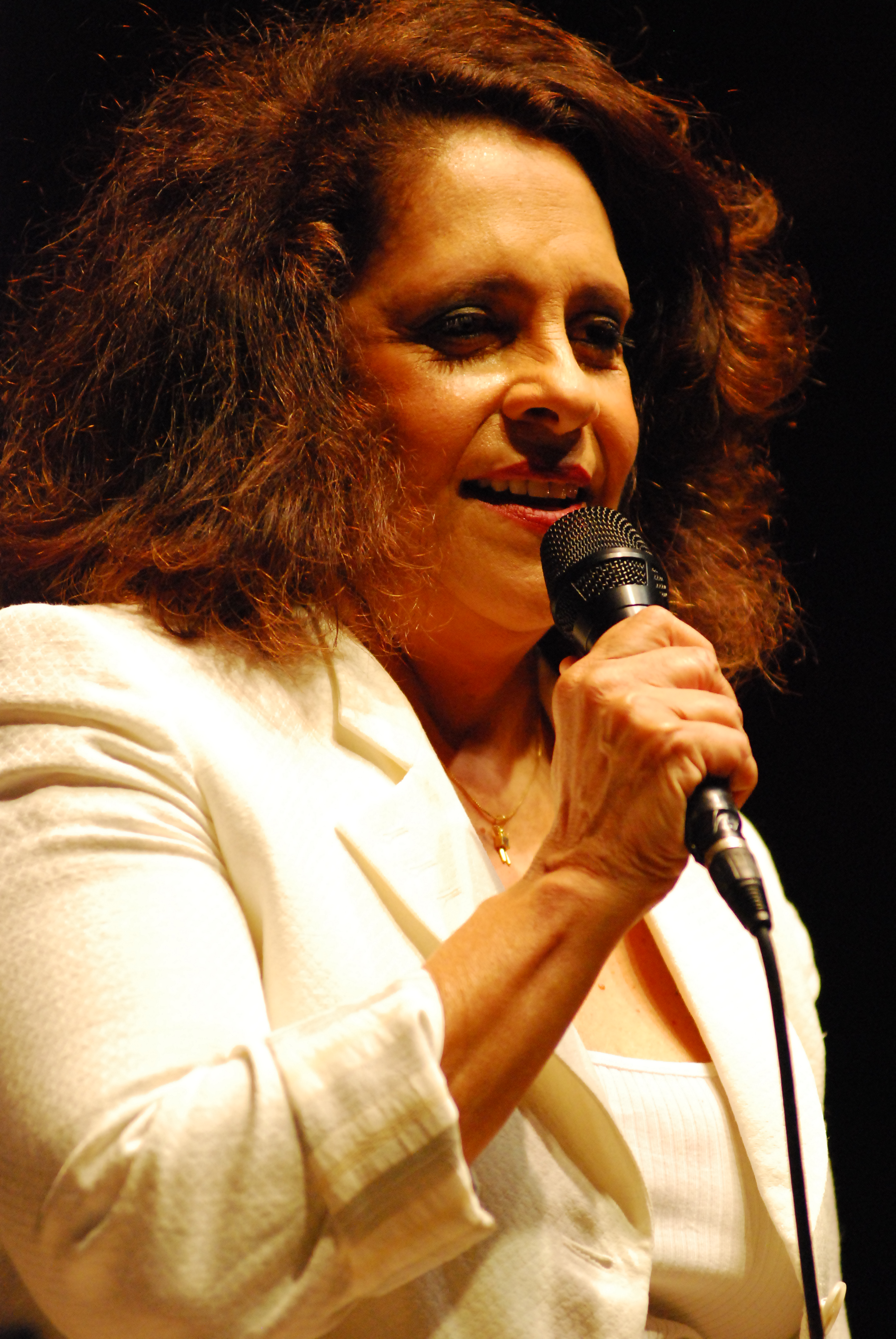
ガル・コスタ／11月9日没

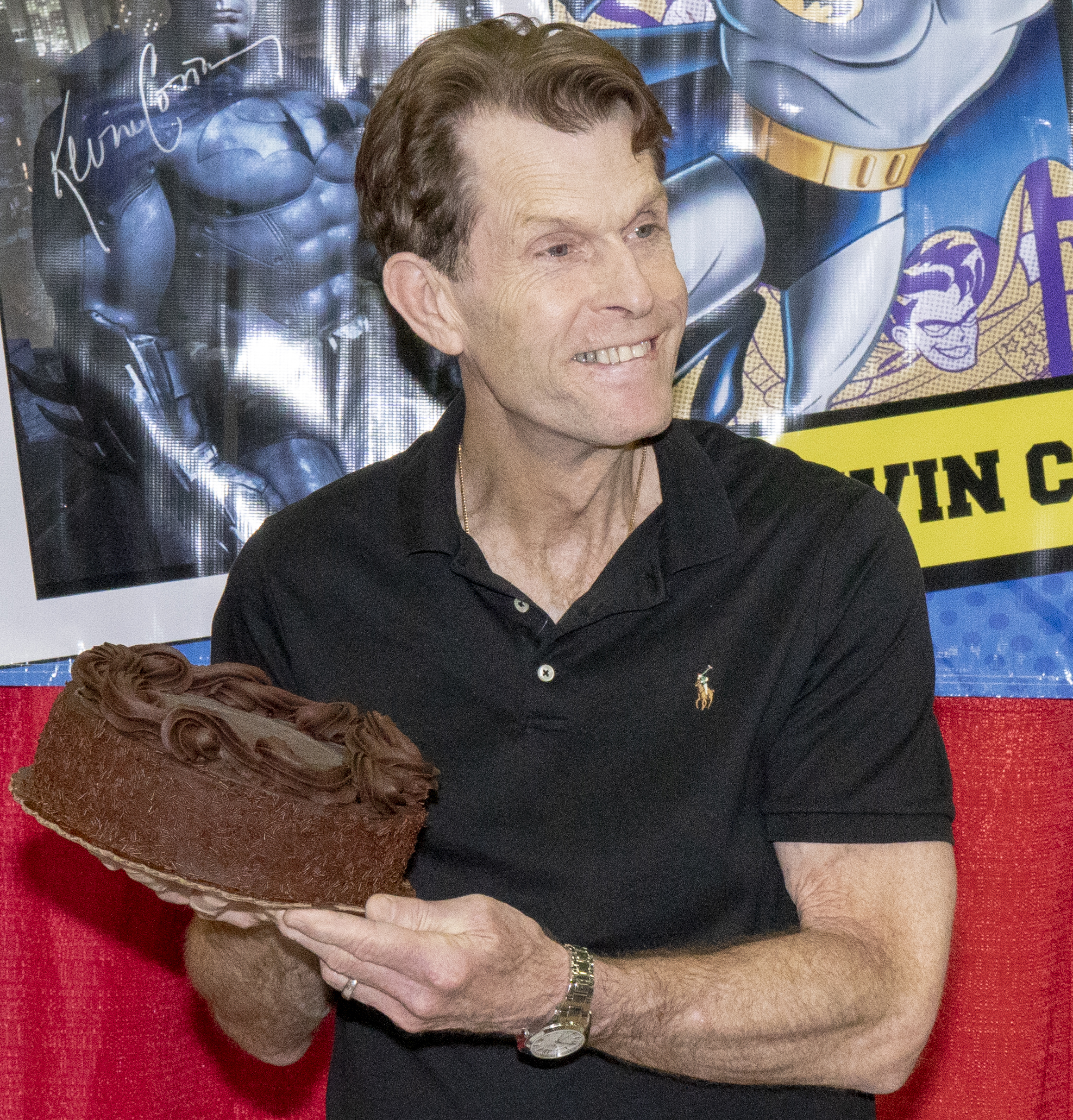
ケヴィン・コンロイ／11月10日没

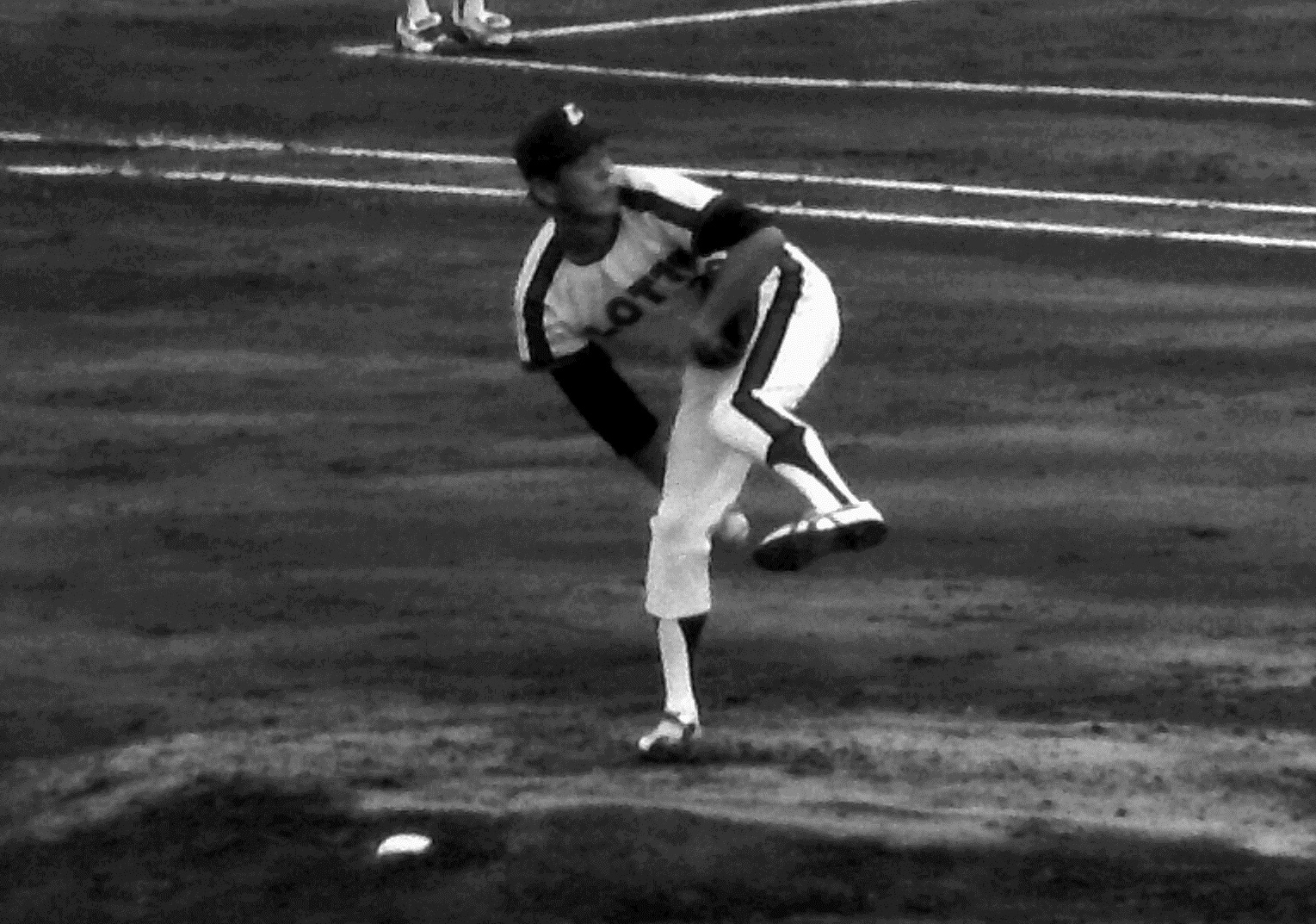
村田兆治／11月11日没

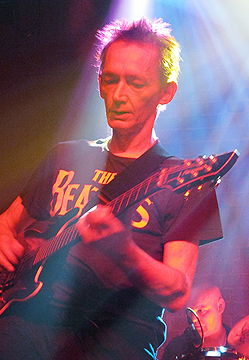
キース・レヴィン／11月11日没

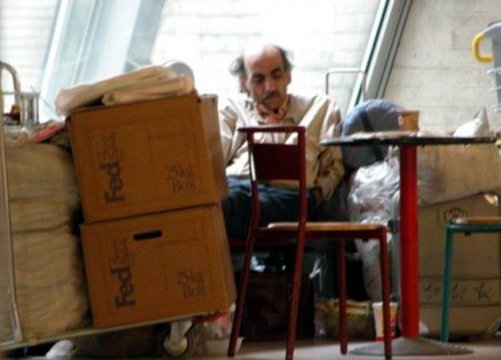
マーハン・カリミ・ナセリ／11月12日没

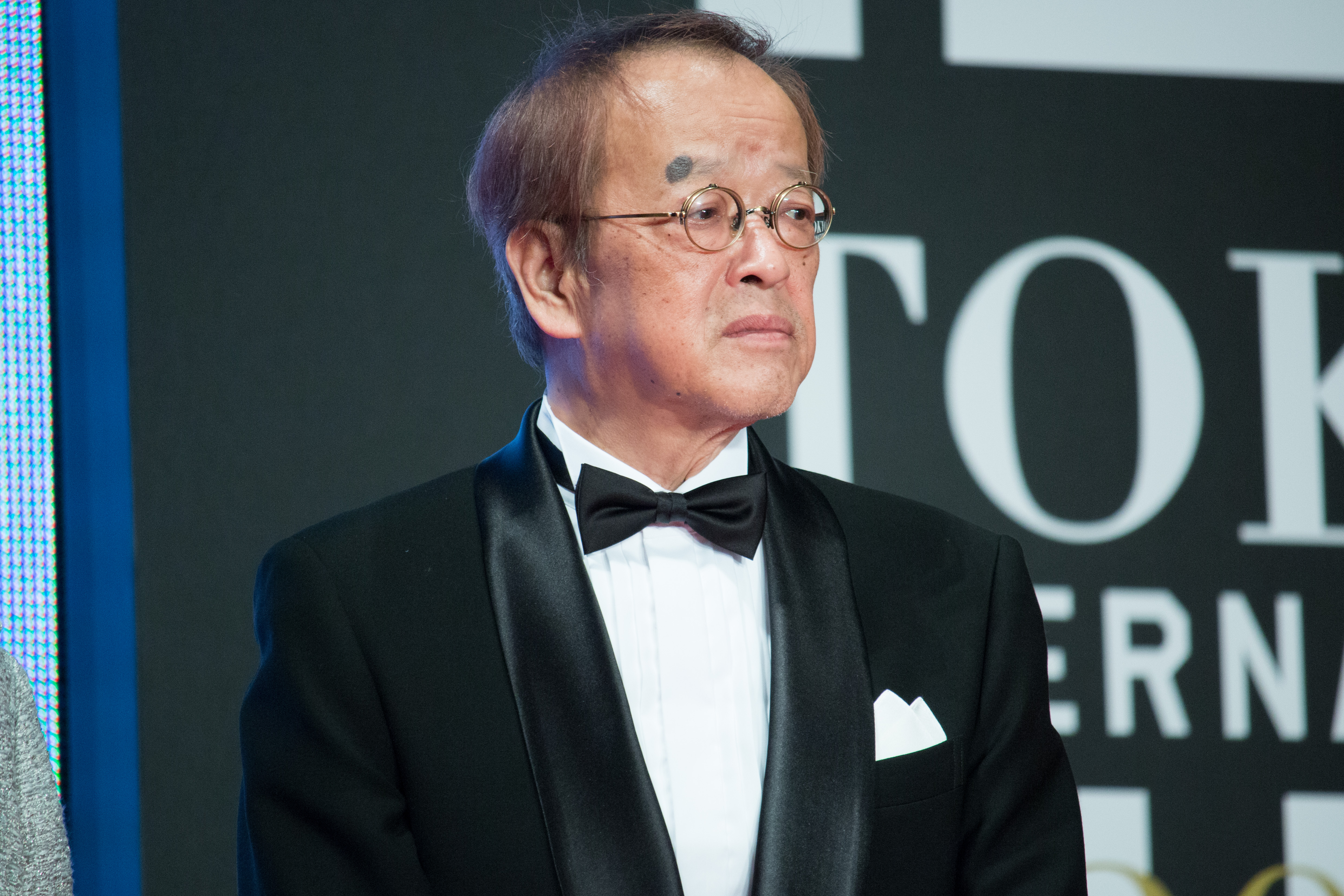
大森一樹／11月12日没

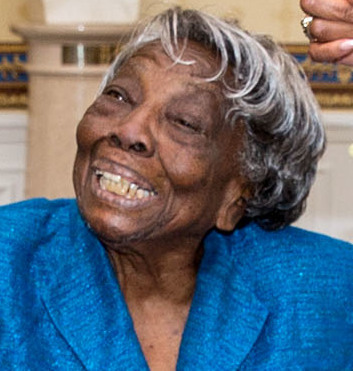
バージニア・マクローリン／11月14日没

- 11月1日 - ロマーノ・マッツォーリ（英語版）、アメリカ合衆国の政治家、弁護士、元下院議員（* 1932年）[1]
- 11月1日 - 普久原恒勇、日本の作曲家、音楽プロデューサー（* 1932年）[2]
- 11月1日 - 杉本信夫、日本の作曲家（* 1934年）[3]
- 11月1日 - ウィルソン・キプルグト、ケニアの陸上競技選手、1964年東京オリンピック銅メダリスト、1968年メキシコシティーオリンピック銀メダリスト（* 1938年）[4]
- 11月1日 - 馬之秦（中国語版）、台湾の女優（* 1942年）[5]
- 11月1日 - パトリシア・ルアンヌ（英語版）、イギリスのバレエダンサー、振付師（* 1945年）[6]
- 11月1日 - マックス・メイビン、アメリカ合衆国のマジシャン、メンタリスト（* 1950年）[7]
- 11月1日 - 陸樹銘、中華人民共和国の俳優（* 1956年）[8]
- 11月1日 - フィレプ・カルマ（英語版）、インドネシアのパプア独立運動家（* 1959年）[9]
- 11月1日 - テイクオフ、アメリカ合衆国のラッパー（* 1994年）[10]
- 11月2日 - アティリオ・スタンポーネ（英語版）、アルゼンチンのピアニスト、作曲家、編曲家（* 1926年）[11]
- 11月2日 - 松居直、日本の編集者、出版事業家、児童文学者、元福音館書店社長（* 1926年）[12]
- 11月2日 - エラ・バット、インドの弁護士、労働組合運動家、人権擁護活動家、女性運動家（* 1933年）[13]
- 11月2日 - マウロ・フォルギエリ、イタリアのレーシングカー・エンジン設計者（* 1935年）[14]
- 11月2日 - 徐忠信（中国語版）（アラン・ツイ）、香港の俳優、武術家、スタントマン（* 1952年）[15]
- 11月2日 - 曽聖光、台湾の元陸軍軍人、ウクライナ義勇兵（* 1997年）[16]
- 11月3日 - アリス・デイヴィス（英語版）、アメリカ合衆国の衣裳デザイナー、ディズニー・レジェンド（* 1929年）[17]
- 11月3日 - 川﨑昭一郎、日本の物理学者、千葉大学名誉教授（* 1932年）[18]
- 11月3日 - レイ・ガイ、アメリカ合衆国の元アメリカンフットボール選手、プロフットボール殿堂【オークランド／ロサンゼルス・レイダース所属】（* 1949年）[19]
- 11月3日 - ダグラス・マクグラス、アメリカ合衆国の脚本家、映画監督、俳優（* 1958年）[20]
- 11月4日 - バラク・シェール・マザーリー（英語版）、パキスタンの政治家、元暫定首相（* 1928年）[21]
- 11月4日 - 武藤輝一、日本の医学者、新潟大学元学長・名誉教授、新潟国際情報大学元学長（* 1929年）[22]
- 11月4日 - ドウ・フィンスターワルド（英語版）、アメリカ合衆国の元プロゴルファー、1958年全米プロゴルフ選手権優勝者（* 1929年）[23]
- 11月4日 - 山本進、日本の落語研究家、芸能研究家（* 1931年）[24]
- 11月4日 - 及川陸郎、日本の実業家、元相鉄ホールディングス会長（* 1940年）[25]
- 11月4日 - 松本一起、日本の作詞家（* 1949年）[26]
- 11月4日 - パウロ・ジョビン（ポルトガル語版）、ブラジルの音楽家、アントニオ・カルロス・ジョビンの長男（* 1950年）[27]
- 11月5日 - シャム・サラン・ネギ（英語版）、インドの教師、インド独立後初の総選挙で最初の一票を投じた人物（* 1917年）[28]
- 11月5日 - ダニエーレ・バリオーニ、イタリアのテノール歌手（* 1930年）[29]
- 11月5日 - カーメル・ミフスード・ボンニーチ（英語版）、マルタ共和国の政治家、第12代首相（* 1933年）[30]
- 11月5日 - 采谷義秋、日本の元マラソン選手、1972年ミュンヘンオリンピック日本代表（* 1944年）[31]
- 11月5日 - 早野透、日本のジャーナリスト、元朝日新聞社編集委員（* 1945年）[32]
- 11月5日 - 河野博文、日本の元通商産業省官僚、元資源エネルギー庁長官、日本セーリング連盟名誉会長（* 1946年）[33]
- 11月5日 - 山谷英雄、日本の歌人（* 1955年）[34]
- 11月5日 - タイロン・ダウニー（英語版）、ジャマイカのキーボード奏者、ボブ・マーリー&ザ・ウェイラーズメンバー（* 1956年）[35]
- 11月5日 - ミミ・パーカー（英語版）、アメリカ合衆国の歌手、ドラマー、ロウ（英語版）メンバー（* 1967年）[36]
- 11月5日 - テイム・ワン（英語版）、アメリカ合衆国のラッパー（* 1970年）[37]
- 11月5日 - アーロン・カーター、アメリカ合衆国の歌手（* 1987年）[38]
- 11月5日 - YOSHI、日本のシンガーソングライター、俳優、ファッションモデル（* 2003年）[39]
- 11月6日 - 西川欣一、日本の農学者、神戸大学名誉教授（* 1930年）[40]
- 11月6日 - エドワード・プレスコット、アメリカ合衆国の経済学者、ノーベル経済学賞受賞者（* 1940年）[41]
- 11月6日 - ドン・ルイス（英語版）、アメリカ合衆国の電子音楽家、電子工学者（* 1941年）[42]
- 11月6日 - マイケル・ボイス、イギリスの海軍軍人、一代貴族、政治家、元帥、元第一海軍卿・統合参謀総長（英語版）（* 1943年）[43]
- 11月6日 - ピーター・マクナブ（英語版）、カナダのアイスホッケー選手【ボストン・ブルーインズほか所属】、コロラド・アバランチ専属解説者（* 1952年）[44]
- 11月6日（遺体発見日） - ダン・フォーセット（英語版）、カナダのギタリスト、元ヘリックス（英語版）メンバー（* 1970年?）[45]
- 11月6日 - ミハイロ・ヴァシリエフ（ロシア語版）、ロシアのロシア正教会長司祭、従軍司祭（* 1971年）[46]
- 11月6日 - 中田達也、日本の競艇選手（* 1993年）[47]
- 11月7日 - レスリー・フィリップス、イギリスの俳優、声優（* 1924年）[48]
- 11月7日 - 林直諒、日本の医学者、東京女子医科大学名誉教授（* 1937年）[49]
- 11月7日 - ジェフ・クック（英語版）、アメリカ合衆国のカントリー・ミュージックミュージシャン、アラバマメンバー（* 1949年）[50]
- 11月7日（訃報発表日） - ケヴィン・オニール（英語版）、イギリスの漫画家（* 1959年）[51]
- 11月7日 - イ・ビョンホ（英語版）、大韓民国のコンピュータ科学者（* 1964年）[52]
- 11月8日 - 唐有祺（中国語版）、中華人民共和国の物理化学者、北京大学教授（* 1920年）[53]
- 11月8日 - 村上芳正、日本の画家（* 1922年）[54]
- 11月8日 - モーリス・カルノー、アメリカ合衆国の物理学者、数学者（* 1924年）[55]
- 11月8日 - エヴェリン・ロバート・ド・ロスチャイルド、イギリスの銀行家、実業家、元N・M・ロスチャイルド&サンズ頭取（* 1931年）[56]
- 11月8日 - リー・ボンテクー（英語版）、アメリカ合衆国の彫刻家、版画家（* 1931年）[57]
- 11月8日 - 張全景（中国語版）、中華人民共和国の政治家、前中国人民政治協商会議員、中国共産党中央組織部部長（* 1931年）[58]
- 11月8日 - 中山巌、日本の病理学者、大分大学元学長（* 1935年）[59]
- 11月8日 - 柴田光蔵、日本の法学者、京都大学名誉教授（* 1937年）[60]
- 11月8日 - ジョージ・ヤング、アメリカ合衆国の元陸上競技選手、1968年メキシコシティーオリンピック3000メートル障害銅メダリスト（* 1937年）[61]
- 11月8日 - マリー・ポレドナコヴァ（英語版）、チェコの映画監督、脚本家、作家（* 1941年）[62]
- 11月8日 - クラス・ヨラン・ヘドルスタロム（英語版）、スウェーデンの歌手（* 1945年）[63]
- 11月8日 - 大橋建一、日本の政治家、元和歌山市長（* 1946年）[64]
- 11月8日 - ダン・マッカファーティー（英語版）、スコットランドのシンガーソングライター、元ナザレスメンバー（* 1946年）[65]
- 11月8日 - ヴィクトル・チェルケソフ、ロシアのシロヴィキ、政治家、元北西連邦管区大統領全権代表（* 1950年）[66]
- 11月9日 - 咸基鎔（英語版）、大韓民国の元マラソン選手、1950年ボストンマラソン優勝者（* 1930年）[67]
- 11月9日 - 鮑彤、中華人民共和国の政治家、元中央委員（* 1932年）[68]
- 11月9日 - レ・リュー、ベトナムの作家（* 1942年）[69]
- 11月9日 - ガル・コスタ、ブラジルの歌手（* 1945年）[70]
- 11月9日 - ギャリー・ロバーツ（英語版）、アイルランドのギタリスト、ブームタウン・ラッツメンバー（* 1950年）[71]
- 11月9日 - オレクシー・レメニウク（ウクライナ語版）、ウクライナの政治家、元最高議会議員（* 1956年）[72]
- 11月9日 - カルロス・パチェコ（英語版）、スペインの漫画家（* 1961年）[73]
- 11月9日 - キリル・ストレモウソフ（英語版）、ウクライナ出身の親ロシア派政治家、ヘルソン州軍民行政府副長官（* 1976年）[74]
- 11月10日 - 大宮政郎、日本の美術家（* 1930年）[75]
- 11月10日（訃報発表日） - ヴァルター・シュレーダー（英語版）、ドイツの元競艇選手、1960年ローマオリンピックエイト金メダリスト（* 1932年）[76]
- 11月10日 - 中村輝夫、日本の実業家、元日本化薬社長（* 1933年）[77]
- 11月10日 - エルヴェ・テレマック（英語版）、ハイチ出身のフランスの画家（* 1937年）[78]
- 11月10日 - ニック・ターナー（英語版）、イギリスのミュージシャン、ホークウインドメンバー（* 1940年）[79]
- 11月10日 - 増田弘昭、日本の化学工学者、京都大学名誉教授（* 1943年）[80]
- 11月10日 - クリス・コースツ（オランダ語版）、オランダのギタリスト、アース・アンド・ファイアー元メンバー（* 1947年）[81]
- 11月10日 - ケヴィン・コンロイ、アメリカ合衆国の俳優、声優（* 1955年）[82]
- 11月11日 - 菅野清峯、日本の書家、武庫川女子大学教授（* 1929年）[83]
- 11月11日 - 白井淳二、日本の実業家、元富士火災海上保険（現AIG損害保険）社長（* 1932年）[84]
- 11月11日 - ジョン・アニストン（英語版）、アメリカの俳優、ジェニファー・アニストンの父（* 1933年）[85]
- 11月11日 - スヴェン＝ベルティル・タウベ（英語版）、スウェーデンの歌手、俳優（* 1934年）[86]
- 11月11日 - 青木淳一、日本の動物学者、横浜国立大学名誉教授（* 1935年）[87]
- 11月11日 - 村田兆治、日本の元プロ野球選手【ロッテオリオンズ所属】・コーチ、解説者、評論家（* 1949年）[88]
- 11月11日 - キース・レヴィン、イギリスのギタリスト、ロックバンド「ザ・クラッシュ」メンバー（* 1957年）[89]
- 11月12日 - 芳賀日出男、日本の写真家（* 1921年）[90]
- 11月12日 - ジーン・チプリアーノ（英語版）、アメリカ合衆国の木管楽器奏者、レッキング・クルーメンバー（* 1928年）[91]
- 11月12日 - マーハン・カリミ・ナセリ、イラン出身の難民、18年間パリ＝シャルル・ド・ゴール空港出発ロビーで生活した男性（* 1945年）[92]
- 11月12日 - 河口仁、日本の漫画家（* 1950年）[93]
- 11月12日 - 大森一樹、日本の映画監督（* 1952年）[94]
- 11月13日 - チャック・カー（英語版）、アメリカ合衆国の元MLB選手、1993年ナショナルリーグ最多盗塁【フロリダ・マーリンズなどに所属】（* 1967年）[95]
- 11月13日 - アンソニー・ジョンソン、アメリカ合衆国の総合格闘家（* 1984年）[96]
- 11月13日 - 寺本大樹、日本のお笑い芸人、お笑いコンビ「しめじ」メンバー（* 1999年）[97]
- 11月14日 - バージニア・マクローリン、アメリカ合衆国のスーパーセンテナリアン（* 1909年）[98]
- 11月14日 - 下谷政弘、日本の経済学者、前福井県立大学学長、京都大学名誉教授（* 1944年）[99]
- 11月14日 - 梁田清之、日本の声優（* 1965年）[100]
- 11月14日 - 林家市楼、日本の上方落語家（* 1980年）[101]
- 11月15日 - 中村茂、日本の国内男性最高齢の人物（* 1911年）[102]
- 11月15日 - 加瀬英明、日本の外交評論家（* 1936年）[103]
- 11月15日 - 金鉄霖、中国の音楽教育者（* 1940年）[104]
- 11月15日 - 二代目三遊亭左遊、日本の落語家（* 1953年）[105]

## 16日 - 30日

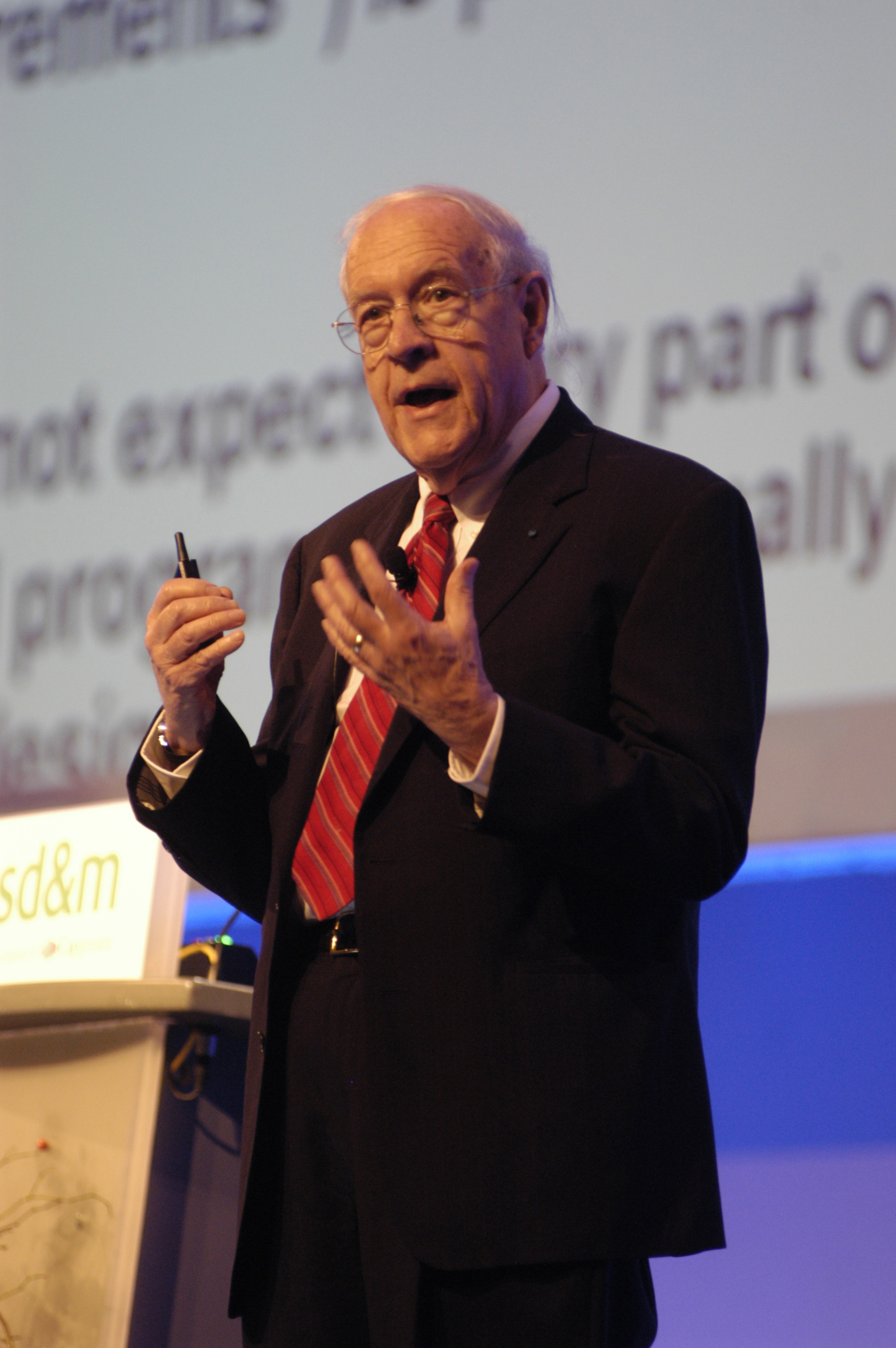
フレデリック・ブルックス／11月17日没

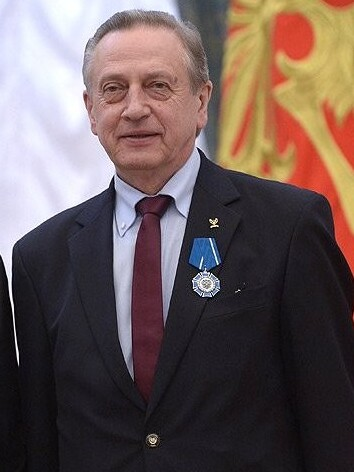
アレクサンドル・ゴルシコフ／11月17日没

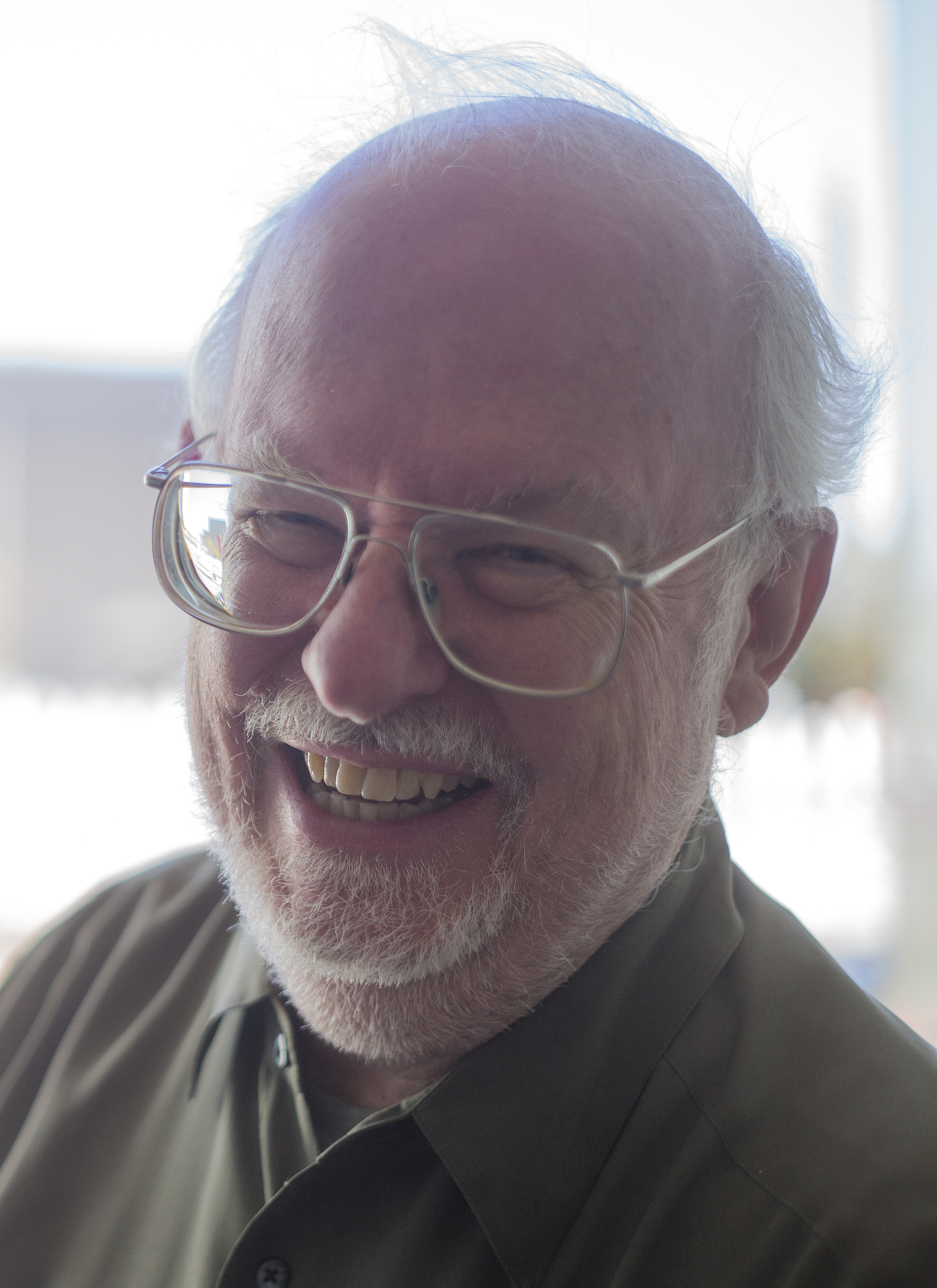
グレッグ・ベア／11月19日没

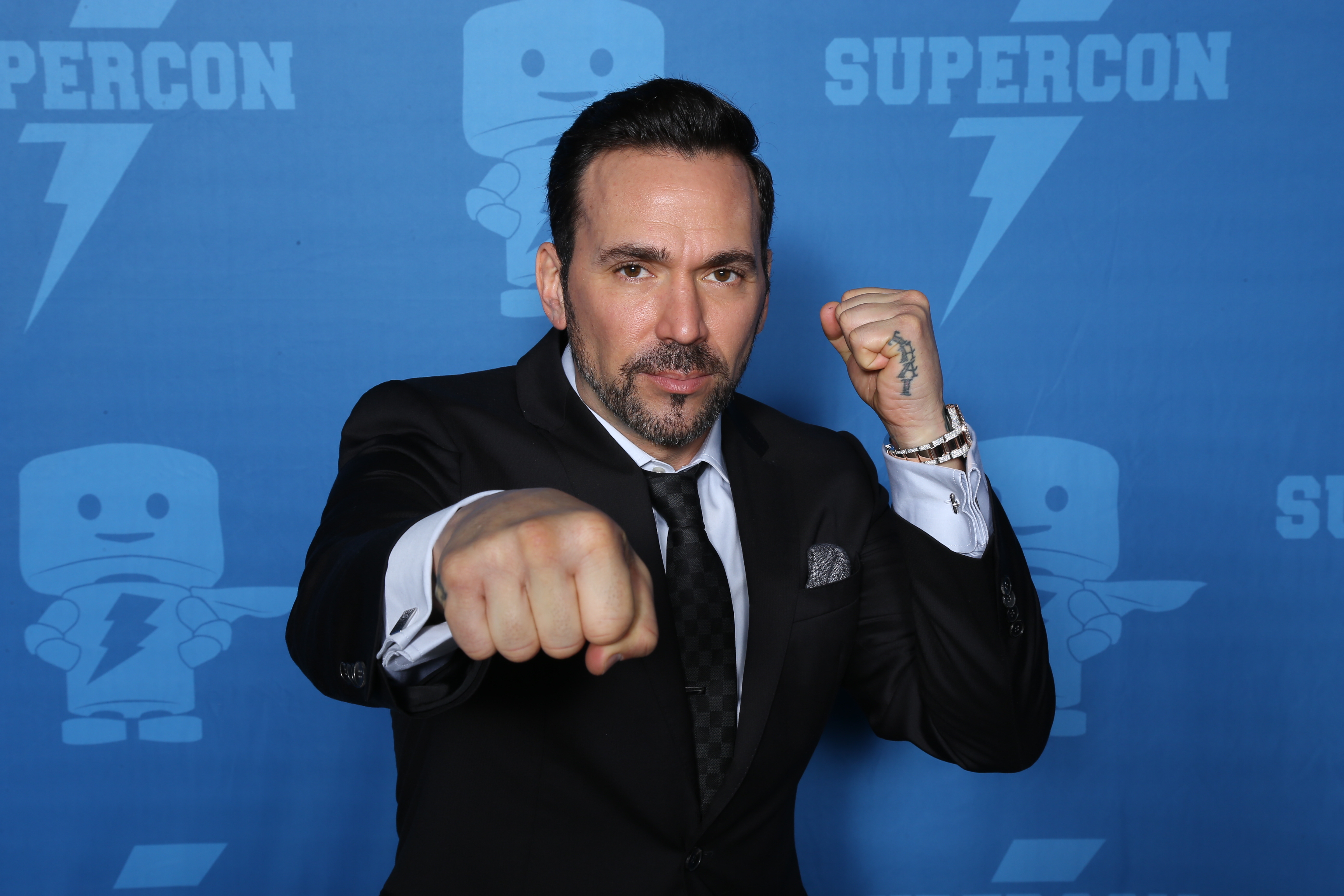
ジェイソン・デビッド・フランク／11月19日没

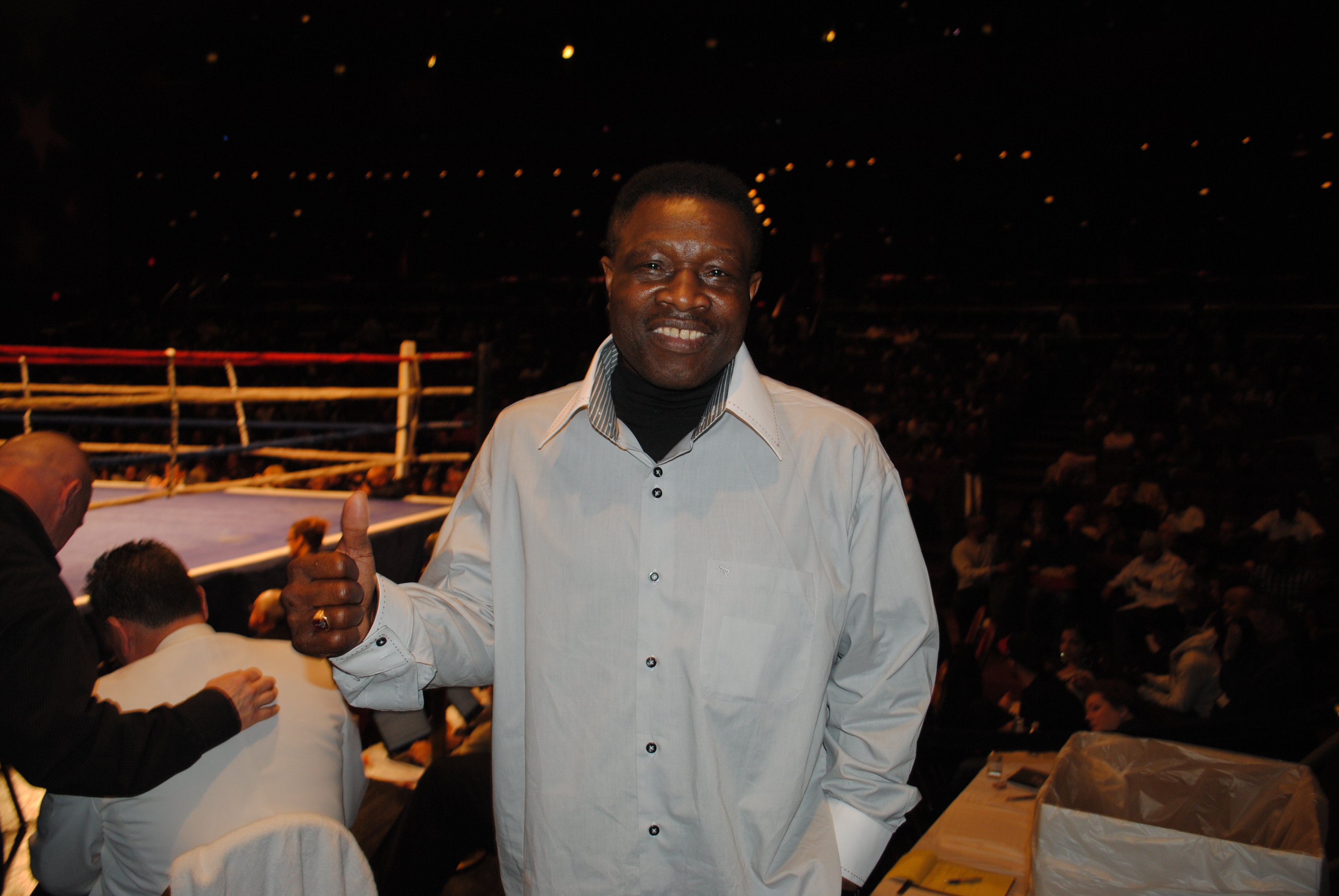
バスター・ドレイトン／11月20日没

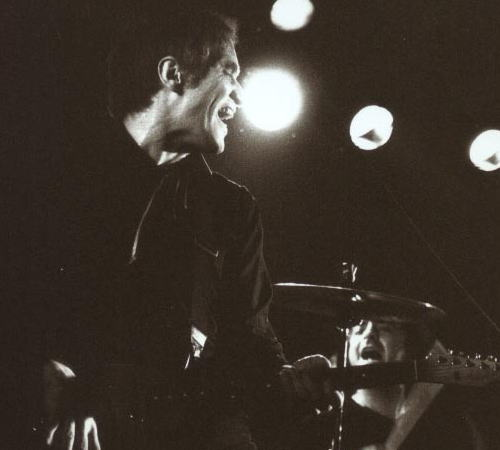
ウィルコ・ジョンソン／11月21日没

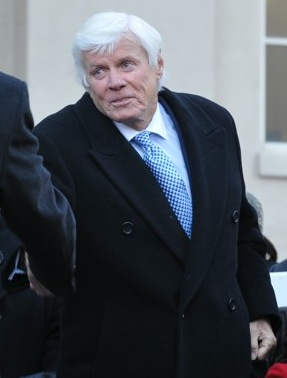
ジョン・Y・ブラウン・ジュニア／11月22日没

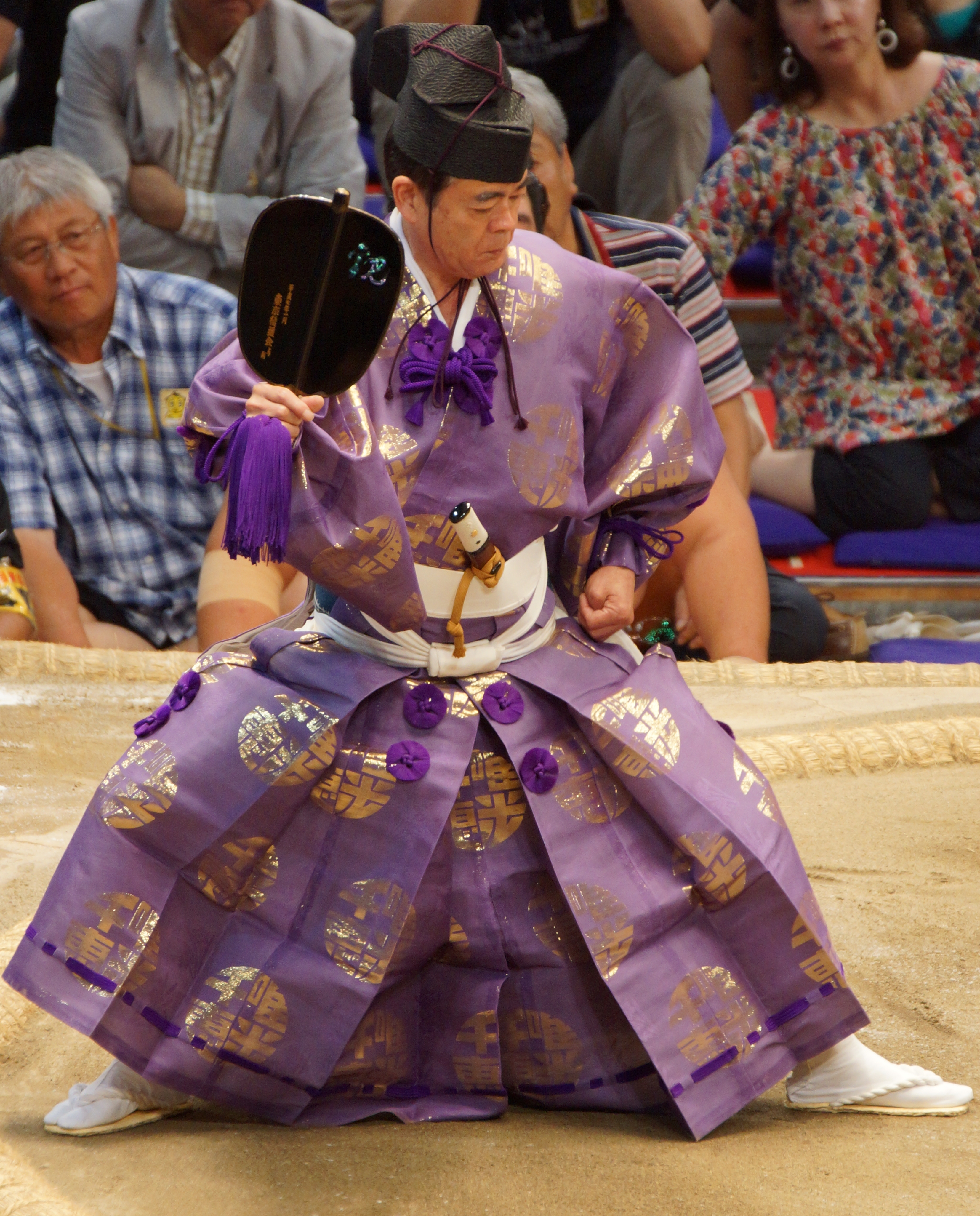
36代木村庄之助／11月23日没

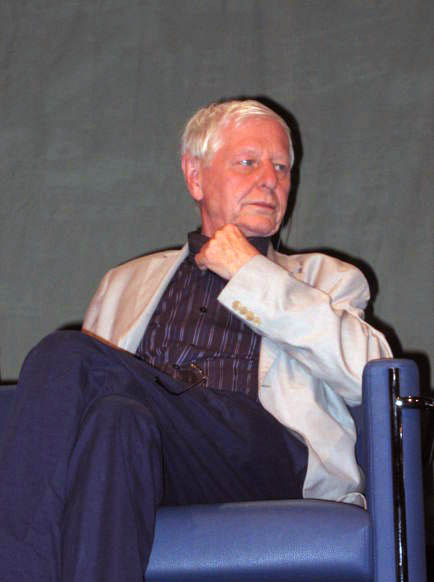
ハンス・マグヌス・エンツェンスベルガー／11月24日没

アイリーン・キャラ／11月25日没

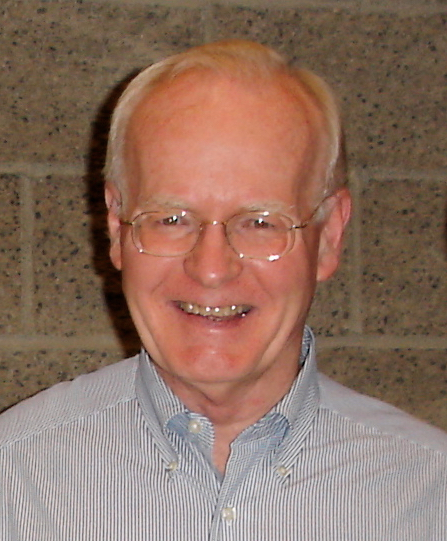
デヴィッド・レイ・グリフィン／11月26日没

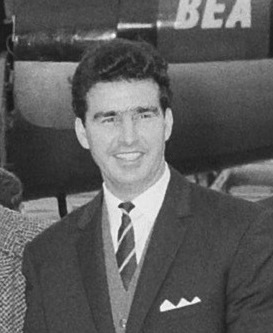
モーリス・ノーマン／11月27日没

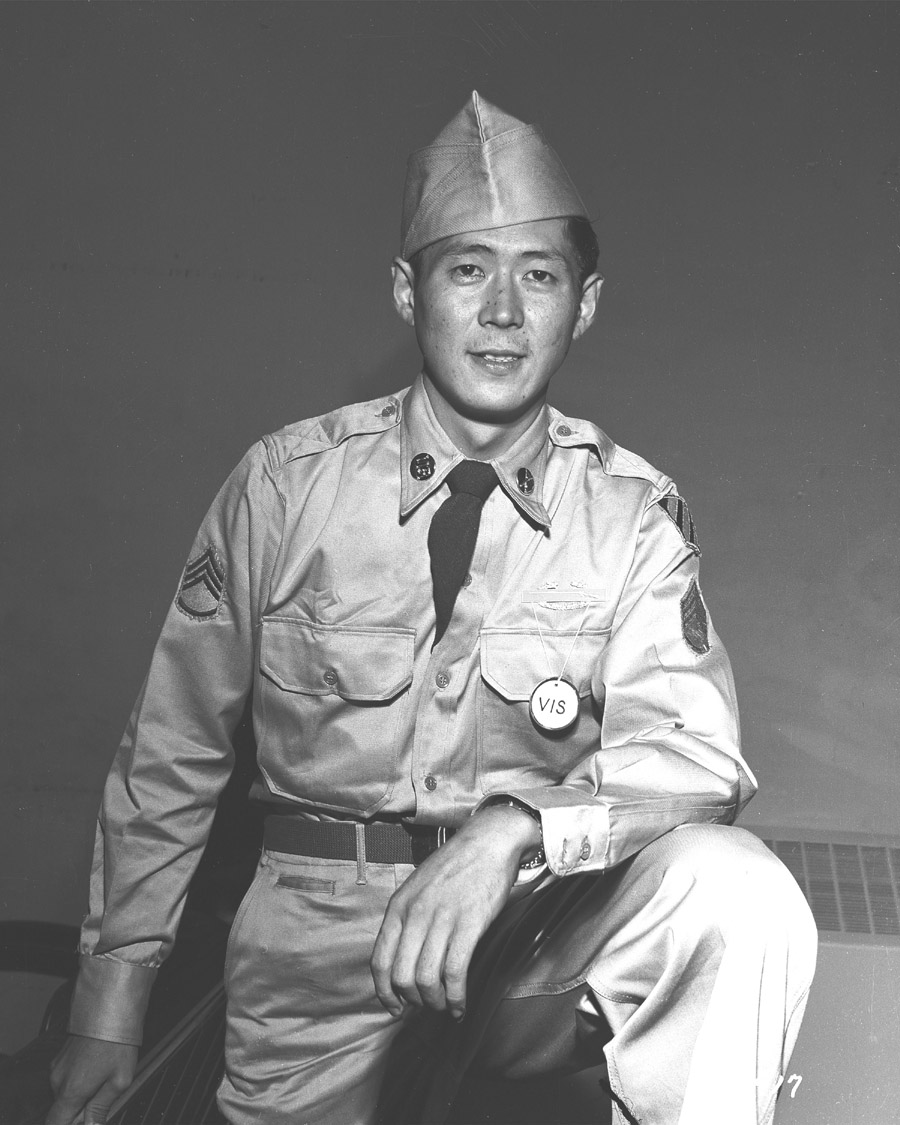
ヒロシ・H・ミヤムラ／11月29日没

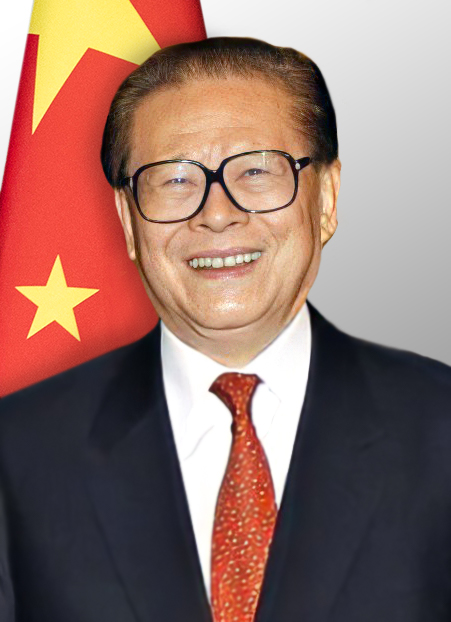
江沢民／11月30日没

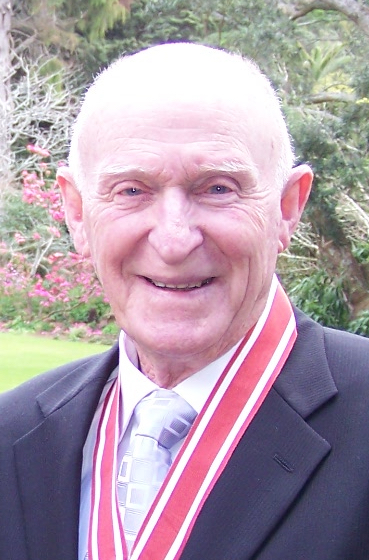
マレー・ハルバーグ／11月30日没

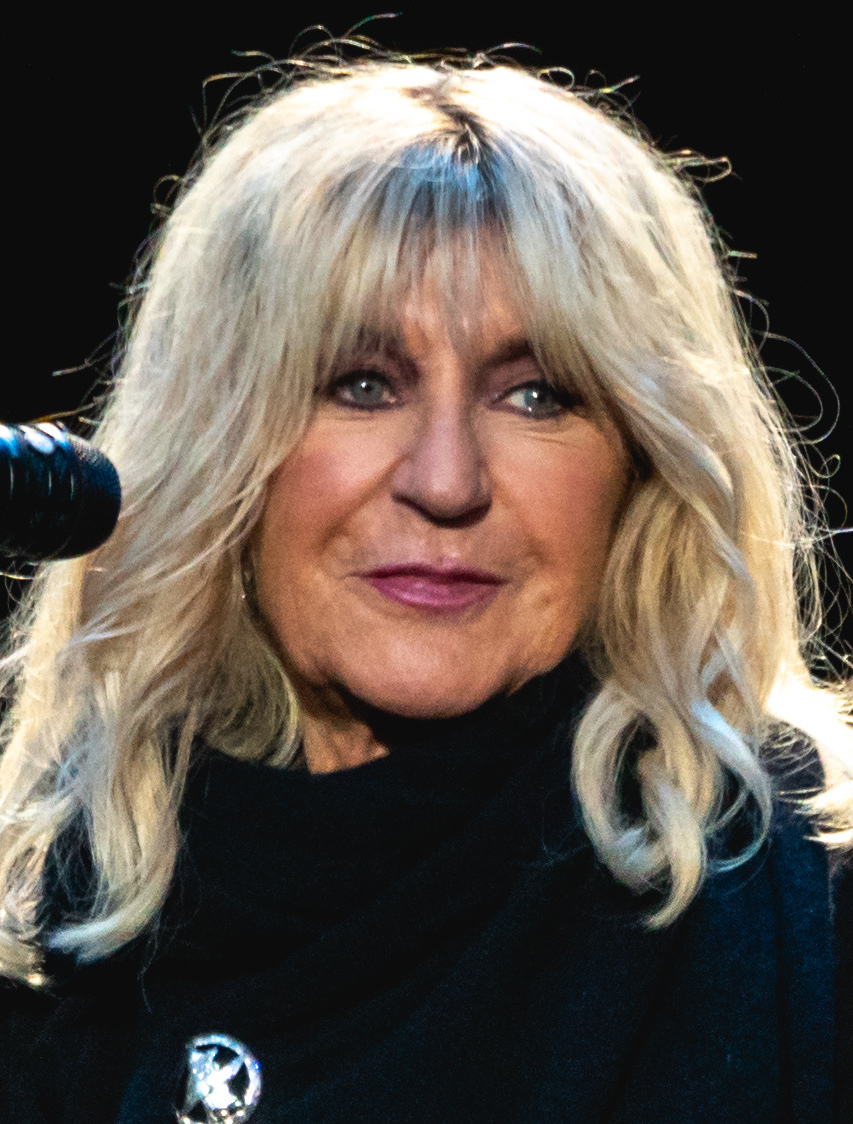
クリスティン・マクヴィー／11月30日没

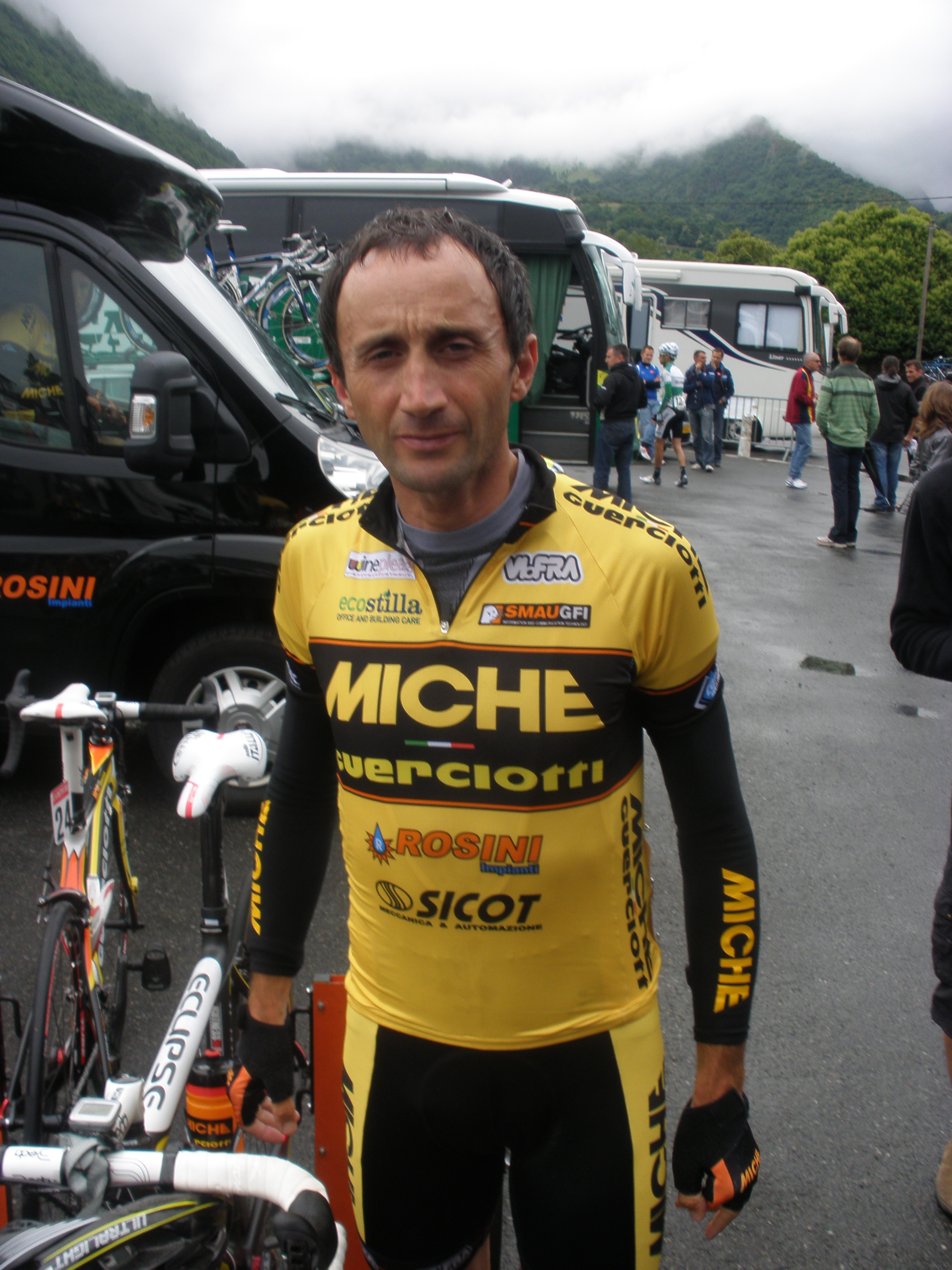
ダヴィデ・レベッリン／11月30日没

- 11月16日 - ロバート・クラリー（英語版）、フランス出身のアメリカ合衆国の俳優（* 1926年）[106]
- 11月16日 - 池田幹雄、日本の画家（* 1928年）[107]
- 11月16日 - ミック・グッドリック、アメリカ合衆国のジャズギタリスト、音楽教師（* 1945年）[108]
- 11月16日 - イザベル・サルガド（英語版）、ブラジルの元バレーボール選手・指導者、元同国女子代表（* 1960年）[109]
- 11月16日 - ニッキー・エイコックス、アメリカ合衆国の女優（* 1975年）[110]
- 11月17日 - フレデリック・ブルックス、アメリカ合衆国のソフトウェア技術者、計算機科学者（* 1931年）[111]
- 11月17日 - アツィオ・コルギ（英語版）、イタリアの作曲家、音楽学者（* 1937年）[112]
- 11月17日 - ケン・マンスフィールド（英語版）、アメリカ合衆国のマネージャー（*1937年）[113]
- 11月17日 - 高木浩志、日本のテレビプロデューサー、文楽研究者（* 1938年）[114]
- 11月17日 - アレクサンドル・ゴルシコフ、ロシアの元フィギュアスケート選手、1976年インスブルックオリンピックアイスダンス金メダリスト、ロシアフィギュアスケート連盟会長（* 1946年）[115]
- 11月17日 - マイケル・ガーソン（英語版）、アメリカ合衆国のコラムニスト、元ホワイトハウス主任スピーチライター（* 1964年）[116]
- 11月17日 - ゲルハルト・ロダックス、オーストリアの元サッカー選手、元同国代表（* 1965年）[117]
- 11月17日 - マーカス・セジウィック（英語版）、イギリスの小説家（* 1968年）[118]
- 11月17日 - B. Smyth（英語版）、アメリカ合衆国のR&Bシンガー（* 1994年）[119]
- 11月18日 - ネッド・ローレム（英語版）、アメリカ合衆国の作曲家（* 1923年）[120]
- 11月18日 - ミヒャエル・ハンペ、ドイツの俳優、演劇・オペラ演出家、劇場監督（* 1935年）[121]
- 11月18日 - ドウス昌代、日本のノンフィクション作家（* 1938年）[122]
- 11月19日 - ニコ・フィデンコ（英語版）、イタリアの歌手、作曲家（* 1933年）[123]
- 11月19日 - ダニー・カルブ（英語版）、アメリカ合衆国のブルースギタリスト、ブルース・プロジェクト（英語版）メンバー（* 1942年）[124]
- 11月19日 - 黒田清彦、日本の法学者、南山大学名誉教授（* 1945年）[125]
- 11月19日 - 越智裕二郎、日本の財団法人理事、西宮市大谷記念美術館館長（* 1949年）[126]
- 11月19日 - グレッグ・ベア、アメリカ合衆国のSF・ファンタジー作家（* 1951年）[127]
- 11月19日 - ジェイソン・デビッド・フランク、アメリカ合衆国の俳優、総合格闘家（* 1973年）[128]
- 11月20日-リリアン・ゴンザレス・デ・アンドゥーハ、ドミニカ共和国のスーパーセンテナリアン、同国歴代最高齢者(*  1911年 )
- 11月20日- エベ・デボナフィニ（英語版）、アルゼンチンの人権活動家、人権団体「5月広場の母たち（英語版）」会長（* 1928年）[129]
- 11月20日 - 五條覚照、日本の僧侶、金峯山修験本宗前管長、金峯山寺長老（* 1932年?）[130]
- 11月20日 - ジャン＝マリー・ストローブ、フランスの映画監督（* 1933年）[131]
- 11月20日 - グレイ・フレデリクソン（英語版）、アメリカ合衆国の映画プロデューサー（* 1937年）[132]
- 11月20日 - 森山司、日本の俳優（* 1940年）[133]
- 11月20日 - 加藤重夫、日本の空手指導者（* 1942年）[134]
- 11月20日 - バスター・ドレイトン、アメリカ合衆国の元プロボクサー、元IBF世界スーパーウェルター級王者（* 1952年）[135]
- 11月21日 - 松谷嘉隆、日本の実業家、元国際証券（現三菱UFJモルガン・スタンレー証券）社長（* 1932年）[136]
- 11月21日 - オレクサンドル・シャルコフスキー（英語版）、ウクライナの数学者（* 1933年）[137]
- 11月21日 - 武部宏、日本の実業家、元トランコム社長（* 1944年）[138]
- 11月21日 - ウィルコ・ジョンソン、イギリスのギタリスト、ソングライター、歌手、元ドクター・フィールグッドメンバー（* 1947年）[139]
- 11月21日 - 星野薫、日本のレーシングドライバー（* 1947年）[140]
- 11月21日 - 七代タタル、日本のアイドル歌手、EVEメンバー（* 2002年）[141]
- 11月22日 - はたのぼる、日本の漫談家、東京演芸協会名誉会長（* 1927年）[142]
- 11月22日 - ジョン・Y・ブラウン・ジュニア、アメリカ合衆国の実業家、政治家、第55代ケンタッキー州知事（* 1933年）[143]
- 11月22日 - 山田奈々子、日本のダンサー（* 1933年?）[144]
- 11月22日 - エラズモ・カルロス（英語版）、ブラジルのシンガーソングライター（* 1941年）[145]
- 11月22日 - 中野弘隆（wikidata）、日本の画家、絵本作家（* 1942年）[146]
- 11月22日 - パブロ・ミラネス（スペイン語版、英語版）、キューバのシンガーソングライター（* 1943年）[147]
- 11月22日 - シェル・マクレー（英語版）、イギリスの歌手、ギタリスト、元ザ・フォーチュンズメンバー（* 1943年）[148]
- 11月22日 - 班目春樹、日本の工学者、東京大学名誉教授、第8代内閣府原子力安全委員会委員長（* 1948年）[149]
- 11月23日 - 三井嬉子、日本の公益法人理事、山形交響楽協会会長、スペシャルオリンピックス日本会長（* 1939年?）[150]
- 11月23日 - 泉たけし、日本の紙切り芸人、ボーイズ・バラエティー協会相談役（* 1944年）[151]
- 11月23日 - 石堂哲也、日本の英文学者、弘前大学人文学部長・名誉教授（* 1946年）[152]
- 11月23日 - 36代木村庄之助、日本の大相撲立行司（* 1948年）[153]
- 11月23日 - デヴィッド・ジョンソン、イングランドの元サッカー選手・指導者、元同国代表（* 1951年）[154]
- 11月24日 - 色摩力夫、日本の評論家（* 1928年）[155]
- 11月24日 - ハンス・マグヌス・エンツェンスベルガー、ドイツの作家、詩人、批評家、翻訳家（* 1929年）[156]
- 11月24日 - 李国文、中国の小説家（* 1930年）[157]
- 11月24日 - 沖恂一郎、日本の俳優、声優（* 1930年）[158]
- 11月24日 - 樋口覚、日本の文芸評論家（* 1948年）[159]
- 11月24日 - 佐川一政、日本の作家、パリ人肉事件の犯人（* 1949年）[160]
- 11月24日 - クリスチャン・ボバン（英語版）、フランスの詩人（* 1951年）[161]
- 11月24日 - ビョルエ・サルミング（英語版）、スウェーデンの元アイスホッケー選手、アイスホッケー殿堂【トロント・メープルリーフスなどに所属】（* 1951年）[162]
- 11月24日 - アンドレ・マラーベ（英語版）、ベルギーの元モトクロスレーサー、1980・81・84年モトクロス世界選手権500ccクラス優勝者（* 1956年）[163]
- 11月24日 - 李靖飛、中華人民共和国の俳優（* 1957年）[164]
- 11月24日 - モイセス・フェンテス、メキシコのプロボクサー、元国際ボクシング機構（WBO）ミニマム級世界王者（* 1985年）[165]
- 11月25日 - 斉藤昌哉、日本の実業家、東京汽船会長（* 1930年?）[166]
- 11月25日 - アイリーン・キャラ、アメリカ合衆国の歌手、女優（* 1959年）[167]
- 11月26日 - 古里龍一、日本の実業家、フルサト工業創業者（* 1932年）[168]
- 11月26日 - デヴィッド・レイ・グリフィン、アメリカ合衆国の神学者、哲学者、大学教授（* 1939年）[169]
- 11月26日 - 巻山晃、日本のフリーアナウンサー、元札幌テレビ放送アナウンサー（* 1940年）[170]
- 11月26日 - アルバート・ピュン、アメリカ合衆国の映画監督、脚本家（* 1953年）[171]
- 11月26日 - ヘンリー・アダムズ（英語版）、オランダの指揮者（* 1954年）[172]
- 11月26日 - フェルナンド・ゴメス、ポルトガルのサッカー選手、元同国代表【FCポルトなどに所属】（* 1956年）[173]
- 11月26日 - ウラジーミル・マケイ、ベラルーシの政治家、官僚、元軍人、外務大臣、ベラルーシ陸軍大佐（* 1958年）[174]
- 11月26日 - ドッディ・ウィアー（英語版）、スコットランドの元ラグビーユニオン選手、元同国代表（* 1970年）[175]
- 11月27日 - モーリス・ノーマン、イングランドの元サッカー選手、元同国代表（* 1934年）[176]
- 11月27日 - 崔洋一、日本の映画監督（* 1949年）[177]
- 11月27日 - ガーボル・タポー（英語版）、ハンガリーの元水球選手、1976年モントリオールオリンピック金メダリスト（* 1950年）[178]
- 11月27日 - リチャード・バーウォブル（英語版）、ガーナのカトリック教会聖職者、枢機卿（* 1959年）[179]
- 11月28日 - 富塚文太郎、日本の経済学者、東京経済大学元学長（* 1929年）[180]
- 11月28日 - アブドゥルアズィーズ・アル＝マカーリハ、イエメンの詩人、作家（* 1937年）[181]
- 11月28日 - 中村邦夫、日本の実業家、元松下電器産業（現パナソニックホールディングス）社長（* 1939年）[182]
- 11月28日 - 呉泰錫、大韓民国の劇作家、演出家（* 1940年）[183]
- 11月28日 - 岩橋崇至、日本の山岳写真家（* 1944年）[184]
- 11月28日（訃報発表日） - クラレンス・ギリヤード（英語版）、アメリカ合衆国の俳優（* 1955年）[185]
- 11月28日 - 新垣武、日本の囲碁棋士（* 1956年）[186]
- 11月28日 - ドナルド・マキーチン（英語版）、アメリカ合衆国の政治家、下院議員（* 1961年）[187]
- 11月28日 - 渡辺徹、日本の俳優、タレント（* 1961年）[188]
- 11月28日（訃報発表日） - ヴォロディミル・ヴァクレンコ、ウクライナの詩人、児童文学作家（* 1972年）[189]
- 11月29日 - ヒロシ・H・ミヤムラ、アメリカ合衆国の元軍人、実業家、名誉勲章受章者（* 1925年）[190]
- 11月29日 - 西野虎之介、日本の銀行家、元常陽銀行頭取（* 1930年?）[191]
- 11月29日 - 仁志田博司、日本の小児科医、東京女子医科大学名誉教授（* 1942年）[192]
- 11月29日 - 武藤幸規、日本の実業家、ディー・ティー・ホールディングス会長兼社長、第一貨物会長（* 1944年）[193]
- 11月29日 - 安田立和、日本の実業家、アナウンサー【東北放送所属】、元東北放送常勤監査役（* 1944年）[194]
- 11月29日 - 上村陽生、日本の囲碁棋士（* 1949年）[195]
- 11月29日 - ジョン・プラドス（英語版）、アメリカ合衆国の戦史研究家（* 1951年）[196]
- 11月30日 - 江沢民、中華人民共和国の政治家、元最高指導者、第3代中国共産党総書記、第5代国家主席、元上海市長（* 1926年）[197]
- 11月30日 - レイ・ネルソン（英語版）、アメリカ合衆国のSF作家（* 1930年）[198]
- 11月30日 - 斎藤文男、日本の法学者、九州大学名誉教授（* 1932年）[199]
- 11月30日 - マレー・ハルバーグ、ニュージーランドの元陸上競技選手、1960年ローマオリンピック5000m走金メダリスト（* 1933年）[200]
- 11月30日 - 中西達治、日本の国文学者、金城学院大学名誉教授（* 1939年）[201]
- 11月30日 - 金井清一、日本のプロゴルファー（* 1940年）[202]
- 11月30日 - クリスティン・マクヴィー、イギリスのミュージシャン、ソングライター、フリートウッド・マックメンバー（* 1943年）[203]
- 11月30日 - ダヴィデ・レベッリン、イタリアのロードレーサー（* 1971年）[204]
- 11月30日 - 柏木ひとみ、日本のフラワーデザイナー（* 1984年）[205]
- 11月30日（訃報発表日） - アブハッサン・ハシミ、イラク出身のテロリスト、第3代ISILカリフ（* 生年不明）[206]